# Gymnochanda filamentosa
Gymnochanda filamentosa är en fiskart som beskrevs av Fraser-brunner, 1955. Gymnochanda filamentosa ingår i släktet Gymnochanda och familjen Ambassidae. Inga underarter finns listade i Catalogue of Life.